# Finala Campionatului European de Fotbal 1976
Finala Campionatului European de Fotbal 1976 a fost ultimul meci al ediției din 1976 a Campionatului European de Fotbal, turneu organizat de UEFA pentru echipe naționale din Europa și ajuns la a cincea ediție. Finala s-a disputat pe stadionul Steaua Roșie din Belgrad, Iugoslavia, la data de 20 iunie 1976. Adversare au fost Cehoslovacia și Germania de Vest.
În drumul spre finală, Cehoslovacia a câștigat grupa preliminară, din care au mai făcut parte Anglia, Cipru și Portugalia, apoi a trecut de Uniunea Sovietică în sferturi de finală, scor 4-2 în dublă manșă, iar în semifinale, la Zagreb, a învins Olanda cu 3-1 după prelungiri. Germania de Vest a câștigat de asemenea grupa preliminară, în care fuseseră repartizate Grecia, Malta și Bulgaria, apoi a eliminat Spania în sferturi, scor 3-1 în dublă manșă, iar în semifinale, tot pe stadionul Steaua Roșie, a învins gazda turneului, Iugoslavia, cu 4-2 după prelungiri.
Finala a avut loc în fața a 30.790 de suporteri și a fost arbitrată de Sergio Gonella din Italia. Cehoslovacia a deschis scorul în minutul opt prin Ján Švehlík. La jumătatea primei reprize, Hans-Georg Schwarzenbeck l-a faultat pe Koloman Gögh, iar Marián Masný a executat lovitura liberă rezultată, mingea a fost respinsă de Franz Beckenbauer până la Karol Dobiaš, care a trimis din demivoleu pe lângă Sepp Maier, ducând scorul la 2-0. Patru minute mai târziu, Germania de Vest a redus deficitul, după ce Dieter Müller a trimis din voleu în poartă la centrarea lui Rainer Bonhof. În ultimul minut al timpului regulamentar, Germania de Vest a obținut un corner, iar Bernd Hölzenbein a marcat cu capul, meciul intrând în prelungiri.
Fără nicio modificare a scorului în perioada suplimentară, a urmat prima sesiune de lovituri de departajare dintr-o finală a Campionatului European. Primele șapte lovituri au fost transformate, până când al patrulea executant al Germaniei de Vest, Uli Hoeness, a trimis peste bară. La scorul 4–3, Antonín Panenka a executat al cincilea penalti cehoslovac. Maier a plonjat în timp ce Panenka a trimis ușor mingea direct pe mijlocul porții, ușor lobat, și a adus o victorie cu 5–3, asigurând primul titlu de campioană a Europei pentru Cehoslovacia. Numele lui Panenka este acum sinonim cu acel stil special de executare a loviturii de pedeapsă.

## Detaliile meciului
| Cehoslovacia                                   | 2–2 (d.p.)       | Germania de Vest                     |
| ---------------------------------------------- | ---------------- | ------------------------------------ |
| Švehlík 8' Dobiaš 25'                          | Report Positions | Müller 28' Hölzenbein 89'            |
| - Masný - Nehoda - Ondruš - Jurkemik - Panenka | 5–3              | - Bonhof - Flohe - Bongartz - Hoeneß |

| Cehoslovacia | Germania de Vest |

| P            | 1  | Ivo Viktor        |     |     |
| L            | 4  | Anton Ondruš (c)  |     |     |
| FD           | 5  | Ján Pivarník      |     |     |
| FC           | 12 | Koloman Gögh      |     |     |
| FS           | 3  | Jozef Čapkovič    |     |     |
| MC           | 2  | Karol Dobiaš      | 55' | 94' |
| MC           | 8  | Jozef Móder       | 59' |     |
| MO           | 7  | Antonín Panenka   |     |     |
| ED           | 10 | Marián Masný      |     |     |
| ES           | 11 | Zdeněk Nehoda     |     |     |
| AC           | 17 | Ján Švehlík       |     | 79' |
| Înlocuiri:   |    |                   |     |     |
| F            | 6  | Ladislav Jurkemik |     | 79' |
| M            | 16 | František Veselý  |     | 94' |
| Selecționer: |    |                   |     |     |
| Václav Ježek |    |                   |     |     |

| P            | 1  | Sepp Maier               |  |     |
| L            | 5  | Franz Beckenbauer (c)    |  |     |
| FD           | 2  | Berti Vogts              |  |     |
| FC           | 4  | Hans-Georg Schwarzenbeck |  |     |
| FS           | 3  | Bernard Dietz            |  |     |
| MC           | 7  | Rainer Bonhof            |  |     |
| MC           | 6  | Herbert Wimmer           |  | 46' |
| MO           | 10 | Erich Beer               |  | 80' |
| ED           | 8  | Uli Hoeneß               |  |     |
| ES           | 11 | Bernd Hölzenbein         |  |     |
| AC           | 9  | Dieter Müller            |  |     |
| Înlocuiri:   |    |                          |  |     |
| M            | 15 | Heinz Flohe              |  | 46' |
| M            | 14 | Hans Bongartz            |  | 80' |
| Selecționer: |    |                          |  |     |
| Helmut Schön |    |                          |  |     |